# Kulturno-povijesna cjelina priobalnog pojasa gradskog predjela Meja
Kulturno-povijesna cjelina priobalnog pojasa gradskog predjela Meja u Splitu, Hrvatska, u gradskom predjelu Mejama, zaštićeno je kulturno dobro.

## Opis dobra
Pored ambijentalnih, treba istaknuti i urbanističke vrijednosti ove zone; uz drvored koji stvara ugodnu hladovinu u istočnom dijelu poteza južne strane ulice Šetalište Ivana Meštrovića proteže se kameni zid od fino obrađenoga kamena s kamenom poklopnicom koji parcele dijeli od ulice, a prekinut je tek primjereno oblikovanim ulazima. Duž spomenutih neizgrađenih parcela prekinut je kontinuitet zida i ti dijelovi su zapušteni i urbanistički nedefinirani. Jednako su važni pomno oblikovani ogradni zidovi na južnoj strani pojedinih najreprezentativnijih parcela s kamenim stepeništem i izlazom na šetnicu uz more (kuca Ferić, kuća Tresić-Pavičić).

## Zaštita
Pod oznakom Z-5329 zavedena je kao nepokretno kulturno dobro - kulturno-povijesna cjelina, pravna statusa zaštićena kulturnog dobra, klasificiranog kao urbana cjelina.